# فواصل التقشر

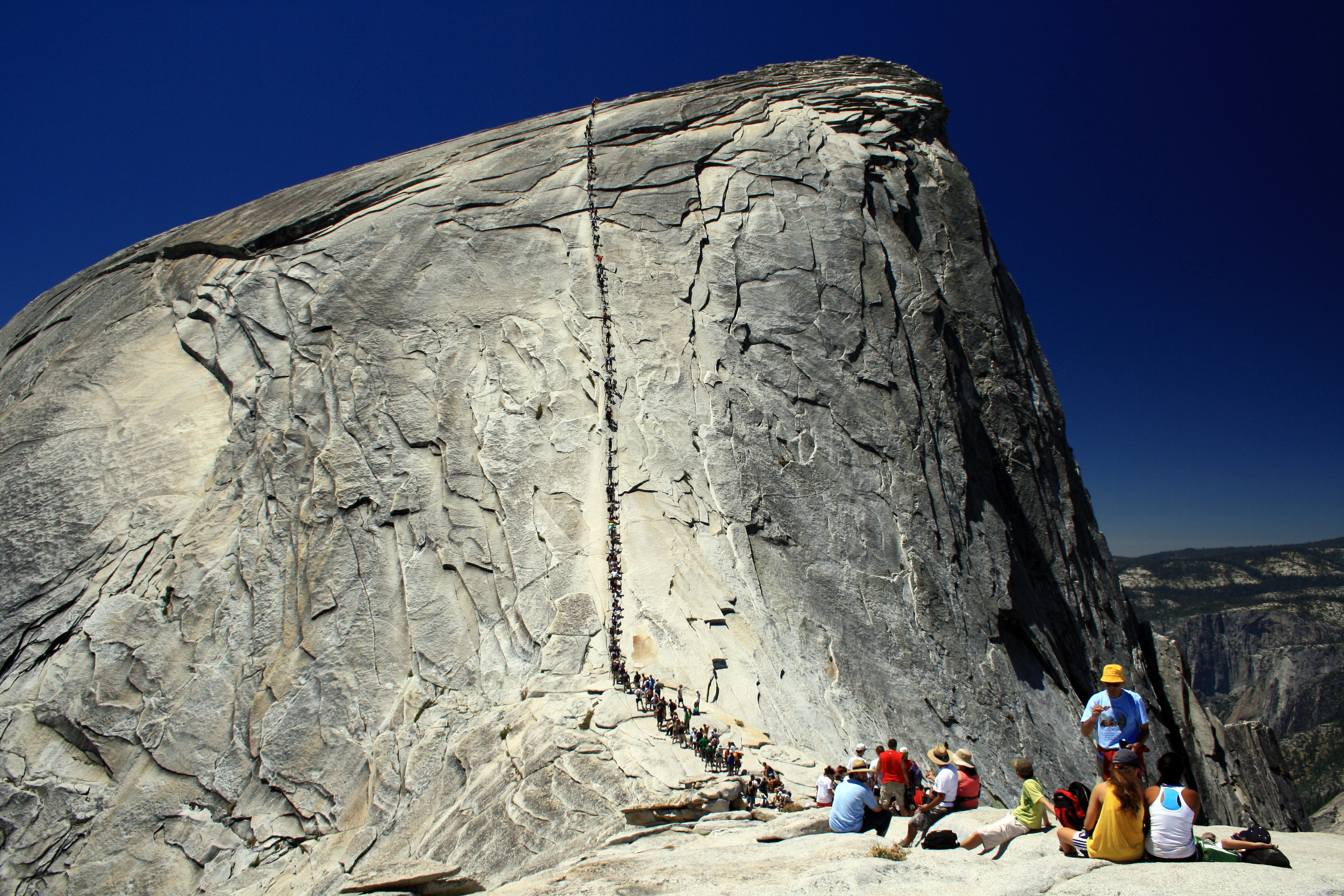
فواصل تقشر تحيط بقبة هاف دوم في متنزه يوسيمتي الوطني بكاليفورنيا.

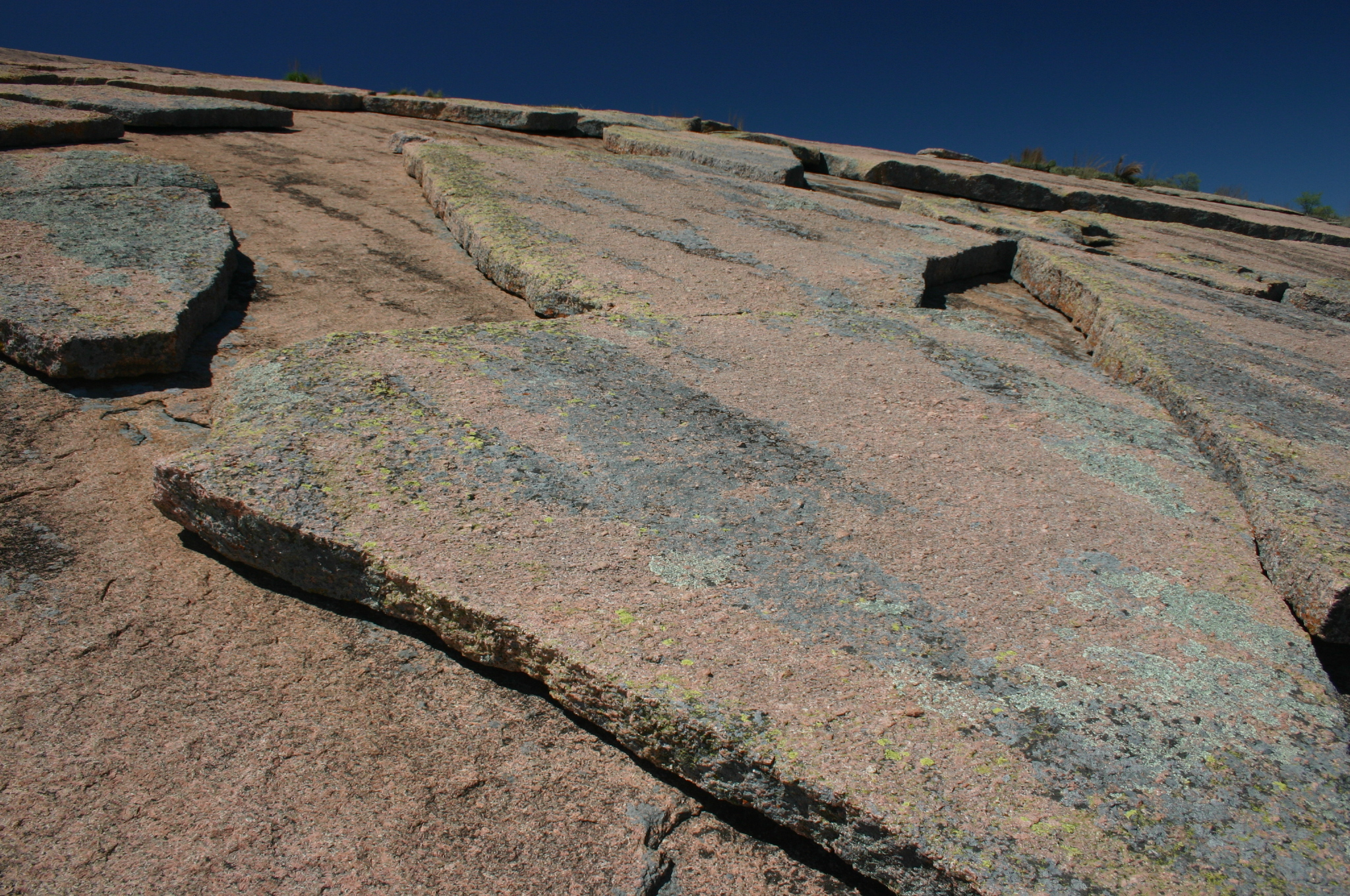
فواصل تقشر من الجرانيت في منطقة المعلم الطبيعي لتكوين "إنشانتد روك" الصخري في تكساس بالولايات المتحدة. الكتل الصخرية المنفصلة انزلقت على سطح الفاصل شديد الانحدار.

فواصل التقشر أو الفواصل الصفائحية هي نظم تصدع مساوية للسطح تظهر في الصخور وتؤدي عادةً إلى تآكل الألواح متحدة المركز.

## الخصائص العامة لفواصل التقشر
- تتبع عادةً الطوبوغرافيا (جيلبرت، 1904؛ ماتيس 1930؛ جوودمان 1993).
- تقسم الصخرة إلى ألواح أسفل السطح (جوودمان، 1993).
- يزيد التباعد بين الفواصل مع تراوح عمقها بين بضعة سنتيمترات قرب السطح إلى بضعة أمتار (ديل، 1923؛ جانز، 1943؛ جوودمان، 1993).
- يبلغ أقصى عمق للحالات التي تمت ملاحظتها نحو 100 متر (ديل، 1923؛ جانز 1943؛ هولزهاوسن، 1989؛ جوودمان، 1993).
- تتسم الفواصل الأعمق بكبر حجم نصف قطر الانحناء، والذي يحيط عادةً بجوانب المنظر الطبيعي تآكل المواد (جيلبرت، 1904؛ ديل، 1923؛ ماتيس، 1930، جانز، 1943؛ جوودمان، 1993).
- يكون نمط التصدع توتريًا (باهات وآخرون، 1999؛ ماندل، 2005).
- يحدث في العديد من المناطق الصخرية والمناخية المختلفة، ولا يقتصر على المناطق المتجمدة فحسب (برادلي 1963؛ توايدال، 1973؛ جوودمان، 1993).
- نادرًا ما يتعرض الصخر المضيف للفواصل بوجه عام، ويتسم بتوحد خواصه بعض الشيء، وارتفاع مقاومته للانضغاط (جيلبرت، 1904؛ جانز، 1943؛ توايدال، 1973).
- يمكن أن تضم انحناءات مقعرة ومحدبة لأعلى (جيلبرت، 1904؛ ماتيس، 1930؛ روماني وتوايدال، 1999).
- ترتبط عادةً بالتكونات الضاغطة الثانوية، مثل التقوس، والتحنيب، والتكونات المشابهة للخيام (على شكل حرف A) (الألواح المحدبة) (روماني وتوايدال، 1999).

## تكون فواصل التقشر
رغم شيوع حدوث فواصل التقشر في العديد من المناظر الطبيعية المختلفة، لم يتفق علماء الجيولوجيا بعد على نظرية عامة لتكون هذه الفواصل. طُرِح العديد من النظريات المختلفة في هذا الشأن، وفيما يلي استعراض مختصر لأكثر هذه النظريات شيوعًا.

### إزالة الغطاء الصخري والارتداد

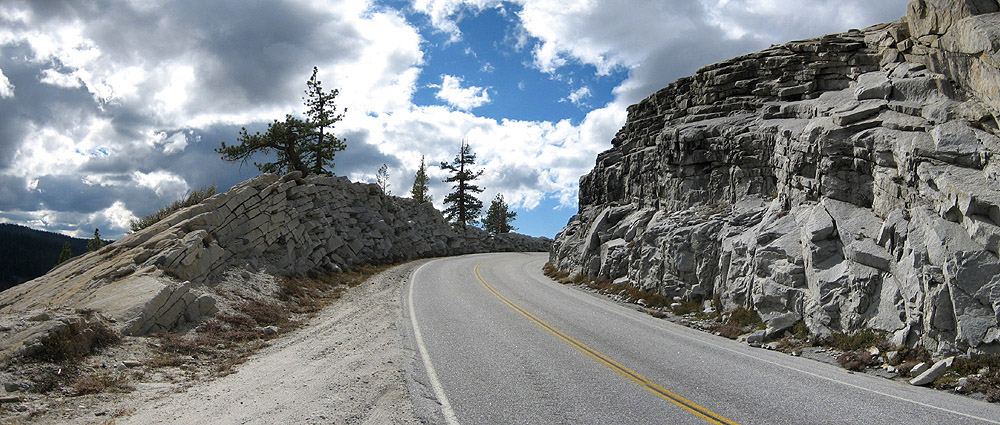
فواصل تقشر مكشوفة بطريق في متنزه يوسيميتي الوطني بكاليفورنيا.

كان أول من طرح هذه النظرية عالم الجيومورفولوجي جروف كارل جيلبرت في عام 1904، ويكثر ظهورها في النصوص الجيولوجية التمهيدية. تقوم هذه النظرية على أن تآكل الغطاء الصخري وخروج الصخور المدفونة على عمق كبير إلى سطح الأرض يسمح بالصخور التي سبق انضغاطها بالتمدد سريعًا، مما يتسبب في حدوث إجهاد توتري وتصدع الصخر في طبقات موازية لسطح الأرض. وقد أدى وصف هذه الآلية إلى ظهور مصطلحات بديلة لفواصل التقشر، مثل تحرير الضغط أو فواصل التفريغ. رغم أن المنطق الذي تقوم عليه هذه النظرية مقبول، فهناك العديد من التناقضات في الملاحظات المعملية والميدانية التي تشير إلى أن هذا المنطق قد يكون منقوصًا، مثل ما يلي (والترز، 1969؛ توايدل، 1973؛ هولزهاوسن، 1989):
- يمكن العثور على فواصل التقشر في الصخور التي لم تُدفَن من قبل على أبعاد عميقة.
- تشير الدراسات المعملية إلى أن الانضغاط والتراخي البسيط لعينات من الصخر في ظروف واقعية لا يتسبب في حدوث تصدع.
- توجد فواصل التقشر غالبًا في المناطق ذات الإجهاد الضاغط الموازي للسطح، في حين تشير هذه النظرية إلى أنها تحدث في مناطق التمدد.

من صور التوسع الممكنة لهذه النظرية لكي تتماشى مع نظرية الإجهاد الضاغط الموضحة أدناه هي كما يلي (جوودمان، 1989؛ 1993): خروج الصخور المدفونة على عمق كبير يتسبب في التخفيف من الضغط الرأسي، لكن الضغوط الأفقية يمكن أن تظل باقية في كتلة الصخور المؤهلة حيث يكون الوسط محاصرًا من الجوانب. وتصير الضغوط الرأسية متوازية مع سطح الأرض الحالي عندما يهبط الإجهاد الرأسي إلى صفر عند هذا الحد. ومن ثم، فإن حالات الإجهاد الضاغطة الموازية للسطح يمكن أن تظهر من خلال خروج الصخور الذي قد يؤدي إلى تصدع توتري للصخور كما هو موضح أدناه.

### الضغط المطاطي الحراري
تتمدد الصخور بالحرارة وتنكمش بالبرودة، والمعادن المختلفة المكونة للصخور تتباين في معدلات تمددها / انكماشها الحراري. والتبيانات اليومية في درجة حرارة سطح الصخور كبيرة، واقترح كثيرون أن الضغوط التي نشأت أثناء ارتفاع درجة الحرارية تتسبب في تمدد المنطقة الصخرية القريبة من السطح، وانفصال الألواح قليلة السُمك (والترز، 1969). وقد لوحظ أن التقلبات الكبيرة في درجة الحرارة نتيجة للحرائق أو تنوعها أثناء اليوم تتسبب في حدوث ترقق وتصفح لسطح الصخور، والذي يُعرَف أحيانًا باسم التقشر (بلاكويلدر، 1927). لكن نظرًا لأن تقلبات درجة الحرارة أثناء اليوم لا تصل سوى إلى عمق بضعة سنتيمترات فقط في الصخر (بسبب انخفاض الناقلية الحرارية للصخور)، فإن هذه النظرية لا يمكن أن تفسر العمق المُلاحظ لفواصل اتقشر التي يمكن أن تصل إلى 100 متر (جيلبرت، 1904؛ توايدل، 1973؛ هولزهاوسن، 1989؛ جوودمان، 1993).

### التجوية الكيميائية
يمكن لتجوية المعادن الناتجة عن اختراق المياه للصخور أن تتسب في تصفح قشور صخرية رقيقة. ويرجع ذلك إلى أن حجم بعض المعادن يزيد عند حدوث إماهة (توايدل، 1973). لكن لا تتسبب جميع صور الإماهة المعدنية في زيادة الحجم، في حين تشير الملاحظات الميدانية لفواصل اتقشر إلى أن أسطح الفواصل لا تشهد تحولاً كيميائيًا مهمًا، ومن ثم يمكن رفض هذه النظرية فيما يتعلق بتفسير فواصل التقشر الأعمق والأوسع نطاقًا الموضحة في هذا المقال.